# Bosco Pérez-Pla
Bosco Pérez-Pla de Alvear (nacido el 26 de septiembre de 1987 en Madrid, Comunidad de Madrid) es un jugador de hockey sobre hierba español. Disputó los Juegos Olímpicos de Río de Janeiro 2016 con España, obteniendo un quinto puesto y diploma olímpico.
Actualmente, además de ser jugador con el CCVM, trabaja en un banco nacional como experto en comunicación.

## Participaciones en Juegos Olímpicos
- Río de Janeiro 2016, puesto 5.